# Parco nazionale Farnebofjärden

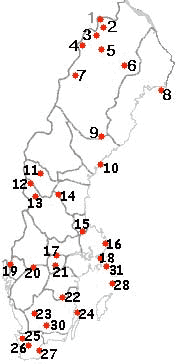
Su questa mappa dei parchi nazionali della Svezia il parco nazionale Farnebofjärden è il numero 15

Il parco nazionale Farnebofjärden è un parco nazionale della Svezia, nelle contee di Dalarna, Gävleborg, e Västmanland. È stato istituito nel 1998 e occupa una superficie di 10.100 ha.

## Territorio
All'interno del territorio del parco scorre il fiume Dalälven e al suo interno si trovano oltre 200 isole.